# Phytoliriomyza flavopleura
Phytoliriomyza flavopleura är en tvåvingeart som först beskrevs av Watt 1923.  Phytoliriomyza flavopleura ingår i släktet Phytoliriomyza och familjen minerarflugor. Inga underarter finns listade i Catalogue of Life.